# Святой Матфей и ангел (картина Гвидо Рени)
«Святой Матфей и ангел» (итал. San Matteo e l'angelo) — картина итальянского художника болонской школы Гвидо Рени.
Рени писал эту картину около пяти лет в зрелом возрасте. «Святой Матфей и ангел» считается одной из самых значительных работ художника в последний период его творчества. В настоящее время картина выставлена в XII зале Ватиканской пинакотеки, инвентарный номер 40395.